# Premio Nacional Juan Pablos al Mérito Editorial
El Premio Nacional Juan Pablos al Mérito Editorial es un reconocimiento profesional que, desde 1978, otorga anualmente la Cámara Nacional de la Industria Editorial Mexicana a una persona que se haya dedicado, a lo largo de su vida, a la difusión de la cultura, a través del libro o de las publicaciones periódicas, en funciones de dirección, planeación y organización de una empresa editorial. Lleva el nombre del primer impresor americano del que se tiene registro: Juan Pablos o Giovanni Paoli, activo en la Ciudad de México entre 1539 y 1561. Se suele entregar en los actos de celebración del Día Nacional del Libro (12 de noviembre, fecha del natalicio de sor Juana Inés de la Cruz). El premio busca promover el reconocimiento público, estimular la actividad editorial, mejorar la calidad de las publicaciones y galardonar a las personas que han dejado honda huella con su quehacer como editores de libros o de publicaciones periódicas..

## Ganadores
- 1978: Rafael Giménez Siles
- 1979: Francisco Sayrols Mass
- 1980: Carolina Amor de Fournier
- 1981: Francisco Cabral Ríos
- 1982: Abelardo Fábrega Esteba
- 1983: Joaquín Díez Canedo
- 1984: Arnaldo Orfila Reynal
- 1985: Carlos Noriega Milera
- 1986: Gustavo González Lewis
- 1987: José Luis Ramírez Cota
- 1988: Guillermo de la Parra Loya
- 1989: Juan Grijalbo
- 1990: Armando Ayala Anguiano
- 1991: Francisco Trillas Mercader
- 1992: Octavio Colmenares Vargas
- 1993: Luis Fernández González
- 1994: José Antonio Pérez Porrúa
- 1995: Agustín Mateos Muñoz
- 1996: Marcial Frigolet Lerma
- 1997: Francisco Porrúa Pérez
- 1998: Gustavo Setzer Munguía
- 1999: Neus Espresate Xirau
- 2000: Jorge Velasco y Félix
- 2001: Julio Sanz Crespo
- 2002: Pedro Vera Cervera
- 2003: Miguel Sánchez-Navarro Redo
- 2004: Antonio Ruano Fernández
- 2005: René Solís Brun
- 2006: Alberto Ruy-Sánchez
- 2007: Antonio Aldo Falabella Tucci
- 2008: Pedro Pablo Pérez-Girón Valdés
- 2009: Jaime Labastida
- 2010: José Antonio Pérez Porrúa
- 2011: Patricia Van Rhijn Armida
- 2012: José Ángel Quintanilla D’Acosta
- 2013: Fernando H. Trillas Salazar
- 2014: Enrique Krauze
- 2015: Ricardo Nudelman
- 2016: Héctor Aguilar Camín